# 木知原站
木知原站（日语：／ Kochibora eki */?）是位於岐阜縣本巢市木知原，屬於樽見鐵道的樽見線車站。車站編號為「TR11」。

## 歷史
- 1958年（昭和33年）1月15日 - 國鐵樽見線美濃本巢至谷汲口之間新設此站。
- 1984年（昭和59年）10月6日 - 樽見線轉讓至樽見鐵道，成為樽見鐵道車站[1]。

## 車站構造
本站是地面車站與無人車站，並設有1面1線的單式月台，月台上則設有小型候車室。

## 利用狀況
| 年度               | 1日平均 乘車人次 |
| ------------------ | ---------------- |
| 2011年（平成23年） | 10               |
| 2012年（平成24年） | 9                |
| 2013年（平成25年） | 10               |
| 2014年（平成26年） | 9                |
| 2015年（平成27年） | 9                |
| 2016年（平成28年） | 11               |

## 車站周邊
本站附近設有一些民居。
- 根尾川（日语：根尾川）
- 國道157號（日语：国道157号）

本站附近為觀櫻名勝，有春天會有許多乘客到訪。

## 相鄰車站
樽見線
普通
織部（TR10）－木知原（TR11）－谷汲口（TR12）
上行尾班列車
通過

## 註腳
1. ↑  曾根悟（監修）. 朝日新聞出版分冊百科編集部（編集） , 编. . 週刊朝日百科. 26号 長良川鉄道・明知鉄道・樽見鉄道・三岐鉄道・伊勢鉄道. 朝日新聞出版. 2011-09-18 （日语）.